# یو اوایزومی
یو اوایزومی (انگلیسی: Yo Oizumi؛ زادهٔ ۳ آوریل ۱۹۷۳) یک هنرپیشه و شخصیت‌های تلویزیونی در ژاپن اهل ژاپن است. وی از سال ۱۹۹۵ میلادی تاکنون مشغول فعالیت بوده‌است.
از فیلم‌ها یا برنامه‌های تلویزیونی که وی در آن نقش داشته‌است می‌توان به قصر متحرک هاول، شهر اشباح، وقتی مارنی آنجا بود اشاره کرد.